# Xanthophytum kinabaluense
Xanthophytum kinabaluense är en måreväxtart som först beskrevs av Cornelis Eliza Bertus Bremekamp, och fick sitt nu gällande namn av Christian Tange. Xanthophytum kinabaluense ingår i släktet Xanthophytum och familjen måreväxter. Inga underarter finns listade i Catalogue of Life.